# TV Câmara
TV Câmara é a emissora de televisão da Câmara dos Deputados do Brasil que transmite os trabalhos lá realizados. Há em sua grade, também, programas de debates, de entrevistas e especiais, como documentários e produções independentes. Sua área de cobertura compreende 61 cidades e o Distrito Federal, onde está localizada, através de canais abertos digitais, todo o território nacional por meio de operadoras de TV fechada e a América do Sul via satélite Star One D2.
A TV Câmara integra a Rede Legislativa de Rádio e TV, que associa outras emissoras do Poder Legislativo pelo país, como as do Senado Federal, das Assembleias Legislativas e das Câmaras Municipais, pela subcanalização em TV digital.

## História
A Câmara dos Deputados do Brasil idealizava operar uma emissora de televisão desde a década de 1960, sendo que a instalação começou a ser pensada no início da de 1990. Neste decênio a Câmara e o Senado Federal aprovaram a Lei do Cabo, que destinou três canais fechados ao Poder Legislativo: cada um aos dois primeiros e outro, em partilha, a Assembleias Legislativas e Câmaras Municipais. A Câmara orçou US$ 700 mil em um projeto que previa a criação de um estúdio e de uma central de vídeo para os testes de sua estação, que transmitiria inicialmente em sinal interno via fibra e depois para um satélite da EMBRATEL.
Em 7 de outubro de 1997 o projeto de resolução que criava a emissora foi aprovado pelo plenário da Câmara, então presidida por Michel Temer. Tal ação esteve entre uma suas promessas de campanha para assumir a cadeira de presidente. Foram gastos R$ 900 mil com equipamentos para montagem do sistema de operação do sinal importados do Japão e R$ 320 mil com as obras de engenharia da estrutura. A empresa Domínio Informática, do estado do Ceará, ficou responsável, através de licitação, por fornecer cinquenta técnicos e profissionais de televisão para trabalhar na grade do canal. Em um primeiro momento sua programação seria calcada em noticiários e na transmissão de comissões temáticas e sessões plenárias, voltando-se depois para a exibição de filmes, séries e documentários.
A TV Câmara foi lançada oficialmente às 11h30 de 20 de janeiro de 1998 em uma solenidade, exibida ao vivo, na Câmara dos Deputados, ocupada por 403 dos 513 representantes parlamentares. O evento contou com a interpretação do Hino Nacional da cantora Célia Porto, o descerramento da placa de inauguração, pronunciamentos do presidente Temer e dos deputados, um coquetel e a assinatura de convênios com a TV Educativa do Rio de Janeiro para troca de conteúdos, o instituto Itaú Cultural para patrocínio de filmes e o Tribunal de Contas da União. Às 14 horas a emissora transmitiu sua primeira sessão no plenário. A operação era feita em Brasília inicialmente pelo canal 14 da NET, passando a emitir também em sinal analógico, na faixa UHF, no mesmo ano.
Em 2008, através de um acordo firmado pela Câmara dos Deputados, pela Assembleia Legislativa do Estado de São Paulo e pela Universidade Mackenzie, foi lançada a multiprogramação de TV digital no Brasil. O ato resultou na transmissão da TV Câmara, da TV ALESP e da TV Mackenzie pelo canal 61 UHF digital, outorgado em dezembro de 2007 pelo Ministério das Comunicações, nos subcanais 61.1, 61.2 e 61.3, respectivamente, a partir de 20 de outubro daquele ano, servindo também como passo inicial para a criação da Rede Legislativa de TV Digital e a posterior expansão da subcanalização para outras cidades do país.

## Programas
Como emissora a serviço da Câmara dos Deputados, a TV Câmara transmite ao vivo em sua programação os trabalhos lá realizados, como sessões, discussões e votações do plenário, comissões e manifestações de interesse público. Em sua grade são exibidos noticiários e programas de debates e de entrevistas voltados a assuntos em pauta no Poder Legislativo. O canal também veicula documentários e produções independentes selecionadas por meio de concursos. A seguir atrações transmitidas, por gênero:

### Cultura
- Brasilidade

### Debates e entrevistas
- Câmara Debate
- Elas Pautam
- Expressão Nacional
- Palavra Aberta
- Representativas

### Jornalismo
- Direto da Câmara
- Reportagem Especial

## Cobertura

### Geradora
| Emissora  | Cidade   | UF | Canal          | Prefixo |
| --------- | -------- | -- | -------------- | ------- |
| TV Câmara | Brasília | DF | 9.1 e 9.2 (49) | ZYA 516 |

### Afiliada
| Pertence a                      | Emissora      | Cidade   | UF | Canal | Prefixo |
| ------------------------------- | ------------- | -------- | -- | ----- | ------- |
| Assembleia Legislativa do Piauí | TV Assembleia | Teresina | PI | 17.1  | ZYB 358 |

### Retransmissoras

#### Acre
| Cidade     | Canal    |
| ---------- | -------- |
| Rio Branco | 3.1 (24) |

#### Alagoas
| Cidade | Canal     |
| ------ | --------- |
| Maceió | 35.3 (35) |

#### Amapá
| Cidade | Canal    |
| ------ | -------- |
| Macapá | 7.4 (27) |

#### Amazonas
| Cidade | Canal    |
| ------ | -------- |
| Manaus | 6.4 (33) |

#### Bahia
| Cidade    | Canal     |
| --------- | --------- |
| Barreiras | 40.1 (40) |
| Salvador  | 12.1 (35) |

#### Ceará
| Cidade            | Canal    |
| ----------------- | -------- |
| Fortaleza         | 7.1 (30) |
| Juazeiro do Norte | 7.4 (20) |

#### Espírito Santo
| Cidade  | Canal    |
| ------- | -------- |
| Vitória | 3.1 (19) |

#### Goiás
| Cidade  | Canal     |
| ------- | --------- |
| Goiânia | 36.1 (36) |

#### Maranhão
| Cidade   | Canal    |
| -------- | -------- |
| São Luís | 9.3 (51) |

#### Mato Grosso
| Cidade | Canal    |
| ------ | -------- |
| Cuiabá | 3.1 (32) |

#### Minas Gerais
| Cidade         | Canal     |
| -------------- | --------- |
| Belo Horizonte | 11.1 (45) |
| Juiz de Fora   | 35.2 (35) |
| Lavras         | 40.2 (40) |
| Montes Claros  | 5.1 (27)  |
| Pouso Alegre   | 18.1 (18) |
| Sete Lagoas    | 11.1 (46) |
| Uberaba        | 4.1 (45)  |
| Uberlândia     | 9.1 (45)  |

#### Pará
| Cidade | Canal    |
| ------ | -------- |
| Belém  | 8.3 (45) |

#### Paraíba
| Cidade         | Canal    |
| -------------- | -------- |
| Campina Grande | 8.1 (15) |
| João Pessoa    | 8.4 (41) |
| Patos          | 8.1 (14) |

#### Paraná
| Cidade   | Canal     |
| -------- | --------- |
| Curitiba | 10.4 (20) |

#### Pernambuco
| Cidade  | Canal     |
| ------- | --------- |
| Caruaru | 22.1 (22) |
| Recife  | 10.1 (28) |

#### Rio de Janeiro
| Cidade                | Canal     |
| --------------------- | --------- |
| Campos dos Goytacazes | 19.1 (19) |
| Rio de Janeiro        | 10.4 (15) |

#### Rio Grande do Norte
| Cidade          | Canal     |
| --------------- | --------- |
| Natal           | 10.1 (51) |
| Tenente Ananias | 9.1 (30)  |
| Touros          | 9.1 (19)  |

#### Rio Grande do Sul
| Cidade       | Canal     |
| ------------ | --------- |
| Bagé         | 5.1 (18)  |
| Pelotas      | 21.1 (21) |
| Porto Alegre | 11.1 (25) |
| Rio Grande   | 8.1 (47)  |
| Santa Maria  | 18.1 (18) |

#### Rondônia
| Cidade      | Canal    |
| ----------- | -------- |
| Porto Velho | 7.4 (50) |

#### Roraima
| Cidade    | Canal     |
| --------- | --------- |
| Boa Vista | 57.2 (48) |

#### Santa Catarina
| Cidade        | Canal                 |
| ------------- | --------------------- |
| Florianópolis | 11.1 (43)             |
| São José      | 10.4 (48) e 11.1 (43) |

#### São Paulo
| Cidade                | Canal     |
| --------------------- | --------- |
| Assis                 | 31.1 (31) |
| Barretos              | 31.1 (31) |
| Bauru                 | 31.1 (31) |
| Birigui               | 18.1 (18) |
| Botucatu              | 31.1 (31) |
| Campinas              | 11.1 (39) |
| Franca                | 6.1 (31)  |
| Jacareí               | 39.1 (39) |
| Jaú                   | 34.1 (34) |
| Jundiaí               | 12.1 (45) |
| Marília               | 31.1 (31) |
| Mogi das Cruzes       | 3.1 (50)  |
| Piracicaba            | 11.1 (31) |
| Ribeirão Preto        | 6.1 (31)  |
| São José do Rio Preto | 28.1 (28) |
| São Paulo             | 8.1 (39)  |
| Sorocaba              | 31.1 (31) |
| Tupã                  | 34.1 (34) |

#### Sergipe
| Cidade  | Canal    |
| ------- | -------- |
| Aracaju | 5.4 (48) |

#### Tocantins
| Cidade | Canal     |
| ------ | --------- |
| Palmas | 10.1 (44) |

##### Em implantação
| Cidade                     | Canal |
| -------------------------- | ----- |
| Campo Grande/MS            | 33.1  |
| Curitiba/PR                | 21.1  |
| Rio de Janeiro/RJ (Sumaré) | 14.1  |
| Teresina/PI                | 46.1  |

### Via satélite

#### Star One D2
| Emissora     | Frequência | Taxa de símbolos | Polarização | FEC | Canal | Referências |
| ------------ | ---------- | ---------------- | ----------- | --- | ----- | ----------- |
| Banda C      |            |                  |             |     |       |             |
| TV Câmara    | 3931 MHz   | 3542 Ksps        | Horizontal  | 2/3 | N/A   | [ 1 ]       |
| TV Câmara HD | 3935 MHz   | 3750 Ksps        | Horizontal  | 2/3 | N/A   | [ 1 ]       |
| Banda Ku     |            |                  |             |     |       |             |
| TV Câmara HD | 11820 MHz  | 29890 Ksps       | Horizontal  | 2/3 | 03    | [ 1 ] [ 5 ] |

#### Sky Brasil-1
| Emissora  | Frequência | Taxa de símbolos | Polarização | FEC | Canal | Referências |
| --------- | ---------- | ---------------- | ----------- | --- | ----- | ----------- |
| Banda Ku  |            |                  |             |     |       |             |
| TV Câmara | 10882 MHz  | 30000 Ksps       | Horizontal  | 2/3 | 134   | [ 6 ]       |

## Prêmios
| Ano  | Premiação                                                                       | Categoria                                | Obra                                                               | Responsável                                                                                              | Resultado      | Ref.   |
| ---- | ------------------------------------------------------------------------------- | ---------------------------------------- | ------------------------------------------------------------------ | --- | -------------- | ------ |
| 2004 | Prêmio Vladimir Herzog                                                          | Documentário de TV/Especial              | Florestan Fernandes – O Mestre                                     | Roberto Reis Stefani                                                                                     | Venceu         | [ 89 ] |
| 2004 | Prêmio Vladimir Herzog                                                          | Documentário de TV/Especial              | Contos da Resistência                                              | Getsemane Luiz da Silva e equipe                                                                         | menção honrosa | [ 89 ] |
| 2005 | Prêmio Vladimir Herzog                                                          | Documentário de TV/Especial              | Brasileiros: Sonia Maria, Sonho 100 Dimensão                       | Getsemane Luis da Silva                                                                                  | Venceu         | [ 89 ] |
| 2005 | Prêmio Vladimir Herzog                                                          | Reportagem de TV                         | Índios – 500 Anos de Resistência                                   | Paula Araujo Medeiros e equipe                                                                           | Venceu         | [ 89 ] |
| 2005 | Prêmio Betinho de Imprensa Livre                                                | —                                        | Foco: Microcrédito                                                 | — | Venceu         | [ 90 ] |
| 2006 | Festival Guarnicê de Cinema e Vídeo de São Luís                                 | Melhor Documentário da Mostra Refestança | A Ilha de Dom Sebastião                                            | — | Venceu         | [ 90 ] |
| 2006 | Festival Guarnicê de Cinema e Vídeo de São Luís                                 | Melhor Argumento                         | A Ilha de Dom Sebastião                                            | Marcya Reis (roteiro)                                                                                    | Venceu         | [ 90 ] |
| 2007 | Prêmio IGE de Jornalismo – Pelo Direito dos Brasileiros à Educação de Qualidade | Televisão Nacional                       | reportagem sobre reprovação                                        | — | Venceu         | [ 90 ] |
| 2007 | Prêmio CONFEA de Jornalismo                                                     | —                                        | Comitê de Imprensa com os deputados Ibsen Pinheiro e Alceni Guerra | — | menção honrosa | [ 90 ] |
| 2009 | Prêmio Vladimir Herzog                                                          | Documentário de TV                       | Chico Mendes - Cartas da Floresta                                  | Dulce Valéria Queiroz                                                                                    | menção honrosa | [ 89 ] |
| 2010 | Festival Internacional de Cinema Socioambiental de Nova Friburgo                | —                                        | Chico Mendes - Cartas da Floresta                                  | Dulce Valéria Queiroz                                                                                    | Venceu         | [ 90 ] |
| 2010 | Prêmio Vladimir Herzog                                                          | Documentário de TV                       | Raça Humana                                                        | Dulce Valéria Queiroz e equipe                                                                           | Venceu         | [ 89 ] |
| 2010 | Prêmio Vladimir Herzog                                                          | Reportagem de TV                         | Combate à tortura - CDHM (partes 1 e 2)                            | Hanna Costa, Adson Sousa Palma, Fábio Henrique Pedrosa, Luciana César Cordeiro Couto e Sebastião Vicente | menção honrosa | [ 89 ] |